# Senné (okres Michalovce)
Senné (Hongaars: Ungszenna) is een Slowaakse gemeente in de regio Košice, en maakt deel uit van het district Michalovce.
Senné telt 737 inwoners.